# Commanderie de Rigny
La commanderie de Rigny était une commanderie hospitalière de l'ordre de Saint-Jean de Jérusalem, implantée dans le bourg de Lumigny-Nesles-Ormeaux dans le département de la Seine-et-Marne, en région Île-de-France.

## Situation
La commanderie de Rigny est située à douze kilomètres au sud-ouest de la ville de Coulommiers, à vingt kilomètres au nord de la ville de Nangis et à trente kilomètres au nord-ouest de la ville de Provins.
Elle est implantée dans une zone frontalière revendiquée par le roi de France ainsi que par le comte de Champagne.
Elle était située le long d'une chemin appelé chemin de la Planchette dans la paroisse des Ormeaux. Un hameau du nom de Rigny s'est ensuite formé autour de la commanderie, qui est maintenant le long de l'actuelle rue de l’Étang.

## Histoire
La fondation de cette commanderie est inconnue, mais sa première mention dans un document date de 1227 dans une charte d'Hugues de Châtillon, comte de Saint-Pol, dans laquelle Étienne de Baucelle, prévôt de Crecy, déclare donner à la maison de l'Hôpital de Rigny, (latin : domui Hospilalis de Rigniaco), vingt arpents de bois au dit Baucelle, dans la forêt de Brie, que le comte de Saint-Pol lui avait précédemment accordés, en échange d'autres terres.
Trois ans après, en 1230, Pierre, évêque de Meaux, donne à l'Hôpital de Rigny trente arpents de terre à prendre dans le bois appelé les Usages de Guerard près de Pezarche et que Hugues de Châtillon lui avait concédés.
Peu après la suppression de l'ordre du Temple lors du concile de Vienne de 1312, la commanderie de Soigny est rattachée à celle de Rigny dont elle devient un membre.
En 1470, les commanderies de Rigny et de Chauffour sont réunies à celle de Chevru. Puis, en 1583, elle est affermée avec la grange de Rains pour la somme de 130 livres.
À l'issue de la Révolution française, la commanderie et ses biens sont confisqués comme biens nationaux puis vendus.

## Liste des commandeurs
Cette liste des commandeurs de Rigny couvre la période qui va de sa fondation au début du XIIIe siècle jusqu'à sa dissolution en 1791 à l'issue de la Révolution française. Elle est partiellement incomplète et peut comporter plusieurs inexactitudes, y compris dans l'orthographe des noms, assez libre à l'époque. Elle a été dressée à partir de chartes, parfois non datées, dont certaines ont été sujettes à des interprétations.
- 1330 Henri de Monnis
- 1368 Jehan Leroy, prêtre
- 1415 Regnaut Petit
- 1419 Nicolas Dasquet
- 1421 Denis Guibe
- 1457 Denis Guillot

## Dépendances
Les dépendances de la commanderie de Rigny sont :
- Grange de Rains, située près de Hautefeuille, dans l'ancienne châtellenie de Crécy, et qui comprenait quatre-vingt arpents de terre.
- Commanderie de Soigny, d'origine templière, située près du Gault-Soigny.

## Sources
- Eugène Mannier, Ordre de Malte : Les commanderies du Grand-Prieuré de France, Paris, Auguste Aubry, libraire, 1872 (lire en ligne).
- Arthur de Boislisle, Mémoires des intendants sur l'état des généralités dressés pour l'instruction du Duc de Bourgogne : Mémoire de la généralité de Paris, t. 1, Paris, Imprimerie Nationale, 1881 (lire en ligne).